# بريثفيراج كابور
بريثفيراج كابور بالعربية و اسمه بالإنجليزية Prithviraj Kapoor و لد سنة 1906 و توفي سنة 1972 و هو ممثل هندي، كان من أبطال السينما الهندية في الثلاثينات و الأربعينات و شارك في أول فيلم هندي ناطق (Alam Ara) سنة 1931 و يعتبر فيلم المغولي الأعضم (Mughal e Azam) أحد أبرز و أشهر أفلامه وورث عنه أولاده و أحفاده مهنة التمثيل فهو والد الممثل الكبير راج كابور و الممثل شامي كابور وشاشي كابور وهو جد الممثل ريشي كابور وهو الجد الأكبر للممثل رانبير كابور و الممثلة كارينا كابور وكاريشما كابور.

## روابط خارجية
- بريثفيراج كابور على موقع IMDb (الإنجليزية)
- بريثفيراج كابور على موقع الموسوعة البريطانية (الإنجليزية)
- بريثفيراج كابور على موقع ميوزك برينز (الإنجليزية)
- بريثفيراج كابور على موقع قاعدة بيانات الفيلم (الإنجليزية)